# Riesgo empresarial
Se denomina riesgo empresarial a todos aquellos sucesos que pueden afectar u ocasionar pérdidas a una compañía en el marco de su actividad económica.

## Tipos de riesgo
En función de si el riesgo es interno u externo, se puede dividir en dos tipos:
- Riesgo sistémico: aquel relacionado con el sistema económico en su conjunto.
- Riesgo no sistémico: aquel que es propio de la organización.

Según su naturaleza, el riesgo empresarial puede dividirse en los siguientes tipos:
- Riesgo financiero: aquellos riesgos derivados de la gestión financiera de la empresa.
- Riesgo ambiental: relacionado con el entorno en el que se implanta la empresa.
- Riesgo político: relacionado con las políticas que tomen los distintos gobiernos.
- Riesgo legal: son aquellos riesgos vinculados al marco jurídico.